# Tapinanthus belvisii
Tapinanthus belvisii är en tvåhjärtbladig växtart som först beskrevs av Dc., och fick sitt nu gällande namn av Danser. Tapinanthus belvisii ingår i släktet Tapinanthus och familjen Loranthaceae. Inga underarter finns listade i Catalogue of Life.